# Monti Ernici

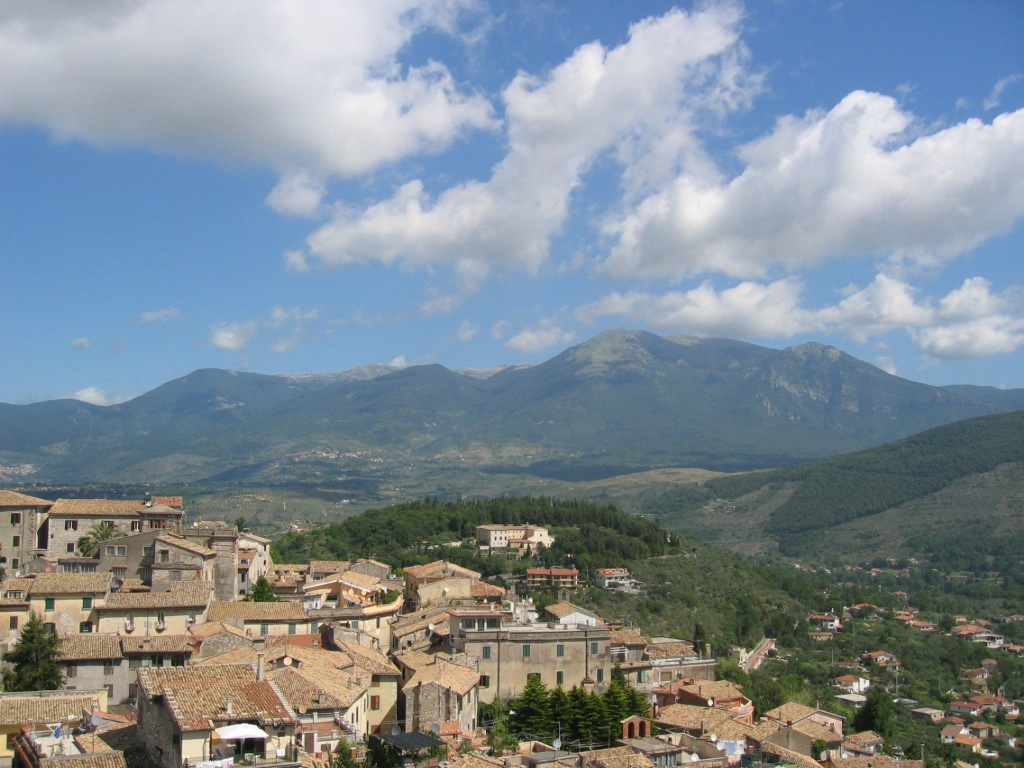
Panorama över Monti Ernici

Monti Ernici  (bokstavlig översättning från italienska:hernikernas berg)  är en bergskedja som är en del av Apenninerna i den italienska regionen Lazio. Monti Ernici gränsar mot floddalen Aniene i nordöst, mot floddalen Liri i öst och i söder och öster mot dalen Cosa och floddalen Sacco. Bergskedjan utgör en naturlig gräns mellan området Ciociaria och regionen Abruzzerna. Den högsta toppen i bergskedjan, Monte Passeggio, är 2 064 meter hög.